# Национальный центр кибербезопасности (Германия)
Национальный центр кибербезопасности (нем. Nationales Cyber-Abwehrzentrum, NCAZ) — межведомственное правительственное агентство Федеративной Республики Германии, созданное для защиты от кибератак критически значимых объектов национальной ИТ-инфраструктуры и экономики.

## История
Национальный центр кибербезопасности создан на основании решения правительства Германии от 23 февраля 2011 года и вступил в действие 1 апреля 2011 года. Официальное открытие NCAZ с участием федерального министра внутренних дел Ханса-Петера Фридриха состоялось 16 июня 2011 года. NCAZ находится в головном офисе Федерального управления по информационной безопасности (BSI) в Бонне. Возглавляет центр президент BSI Михаэль Ханге, штат центра насчитывает 10 человек.
NCAZ объединяет средства киберзащиты BSI, Федерального ведомства по защите Конституции, Федеральной разведывательной службы, Федеральной полиции, следственного управления Таможни Германии, Бундесвера, Федерального управления гражданской защиты и помощи при стихийных бедствиях, и Федерального ведомства уголовной полиции, а также сотрудничает с надзорными органами операторов критически важной инфраструктуры, в пределах своих уставных обязанностей и полномочий. Основой взаимодействия являются «соглашения о сотрудничестве» соответствующих органов и ведомств Германии.
NCAZ должен сотрудничать с любыми институтами ЕС напрямую, с использованием ресурсов существующих органов стран ЕС, занимающихся вопросами киберзащиты. BSI сотрудничает с Европейским агентством по сетевой и информационной безопасности (ENISA), чей директор Удо Хельмбрехт ранее занимал пост президента BSI, а президент BSI и NCAZ Михаэль Ханге входит в Наблюдательный совете ENISA.

## Задачи
По словам министра внутренних дел Фридриха, основными задачами NCAZ являются профилактика, сбор информации и раннее предупреждение кибератак. В соответствии со «Стратегией кибербезопасности для Германии» кибератака — это действие, которое направлено против одной или нескольких ИТ-систем с целью взлома их систем безопасности. BSI относит к разновидностям кибератак, в частности, кражи личных данных, хакерские атаки, распространение компьютерных вирусов, DoS-атаки и атаки на инфраструктуру Интернета (в частности, взлом BGP)).. Необходимость создания NCAZ была связана с ростом с 2005 года числа хакерских атак на компьютерные системы органов власти и коммерческих предприятий в Германии, в том числе появлением компьютерных вирусов GhostNet, создание которого приписывается Китаю и Stuxnet, который приписывается США и Израилю. В соответствии рекомендациями BSI, NCAZ ведёт, в частности, сбор информации о террористических угрозах, выявление уязвимостей в ИТ-продуктах и ИТ-инцидентах и анализ этих данных. NCAZ ведёт свою деятельность в интересах гражданских организаций, вопросами кибербезопасности в военной сфере в Германии с 2002 года занимается аналогичная организация — Команда стратегической разведки.